# Horace 62
Pour plus de détails, voir Fiche technique et Distribution.
Horace 62 est un film franco-italien réalisé par André Versini et sorti en 1962.

## Synopsis
Deux clans criminels corses se font la guerre à Paris.
Leur inimitié remonte à presque 30 ans, pour une histoire de chien empoisonné dans un village corse. Le film commence sur une fusillade dans un cimetière qui fait un mort dans le clan des Fabiani, par le fait du clan Colonna. Aussitôt, la vendetta est ravivée, malgré les efforts de deux hommes, Noël et Horace, chacun membre d'un clan, pour apaiser les tensions.
Pour en finir, le chef des Corses de Paris propose aux deux patriarches ennemis un duel : pendant une nuit, dans un triangle de l'ouest parisien chic, les deux aînés de chaque famille s'affronteront. Au premier sang, l'affrontement est censé finir et départager les deux familles. Mais c'est l'escalade, ce sont finalement trois hommes de chaque côté qui se battent.
À la fin, seuls Horace et Noël restent vivant. Alors que le matin est venu, et qu'ils sont censés arrêter le combat, ils se font face place du Trocadéro. Horace jette son pistolet, mais Noël, qui paraît également tenté de cesser le massacre, remonte finalement son arme en direction d'Horace. Ce dernier sort alors un revolver caché derrière sa veste et abat son ami, par ailleurs mari de sa sœur. Le film se termine après qu'Horace a annoncé son meurtre à sa sœur, tandis qu'il attend que la police vienne le prendre.

## Fiche technique
- Réalisation : André Versini
- Collaboration technique : Daniel Wronecki
- Scénario : André Versini
- Adaptation : René Fallet, Jean-Paul Le Chanois, André Versini
- Dialogue : René Fallet
- Images : Marcel Grignon
- Musique : Paul Mauriat
- Décors : Daniel Guéret O'Nillon
- Son : Georges Mardiguian
- Montage : Boris Lewin
- Production : Franco-London-Films, David-Film
- Directeur de production : Pierre Gout
- Durée : 95 min.
- Pellicule 35mm, Dyaliscope
- Genre : Drame et film de gangsters
- Première présentation le 24 janvier 1962

## Distribution
- Charles Aznavour : Horace Fabiani
- Raymond Pellegrin : Noël Colonna, le mari de Camille
- Giovanna Ralli : Camille Fabiani, épouse de Noël
- Jean-Louis Trintignant : Joseph Fabiani
- Nerio Bernardi : Napoléon Fabiani, le père
- Etienne Bierry : Antoine Fabiani
- Louis Lalanne : Victor Colonna
- Aimé de March : Toussaint Colonna
- Kampetian : Toto
- André Badin : Le portier
- Paolo Stoppa : Graziani
- Danielle Godet : Monique
- Annette Pietri : La vieille
- François Darbon : Le commissaire Madelin
- Jacques Hilling : Grenier, le représentant
- Pierre Koulak : Un passant
- Claude Mercutio
- Annibale Ninchi

## Commentaire
Le film se veut une tragédie moderne, dans la forme du film noir, en reprenant le thème du Combat des Horaces et des Curiaces, et de la fatalité qui pèse sur la vie d'individus qui ne peuvent échapper à un destin de violence et de mort.
Il est servi par une interprétation sobre, un montage allant à l'essentiel. A noter que l'aspect tragique classique vient à prendre de plus en plus forme à travers l´unité de lieu qui gouverne le dernier tiers, dans ce Champ de Mars, au propre comme au figuré, puisque l'affrontement a lieu dans le triangle des beaux quartiers ouest, et se termine non loin de la Tour Eiffel. L'espace tout au long du film ne cesse de se resserrer, de la Corse originelle à la ville de Paris, puis aux quartiers du duel, puis aux habitacles des voitures, comme un étau qui se referme.
La scène du face-à-face final occasionne un plan particulièrement réussi, en plongée, sur les deux protagonistes filmés de loin en train de se rapprocher sur la place du Trocadéro, avec en arrière-plan la Tour Eiffel prise dans la brume matinale.
Autre idée visuelle bien trouvée : le dos d'Horace en train de conduire et les yeux de son frère Joseph dans le rétroviseur comme s'ils remplaçaient les siens, ou le poursuivaient dans une course haineuse mortifère, évoquant l'œil qui poursuit Caïn.
À noter la signature du dialogue par le romancier René Fallet pour un texte très vivant et de qualité. A noter aussi la présence de Jean-Paul Le Chanois, réalisateur bien connu du film Les Misérables (film, 1958).